# 歐波來姆斯 (將軍)
歐波來姆斯（前四世紀人物），是卡山德麾下的將軍，後來成為小亞細亞卡里亞的統治者。
前314年，卡山德派遣歐波來姆斯率軍前去卡里亞，支援盟友阿桑德對抗安提柯的將軍托勒密，但托勒密在一次突襲中擊敗了歐波來姆斯，並把他俘虜。然而，很可能之後歐波來姆斯被直接釋放，因為在隔年，即前313年，當卡山德準備往北對付安提柯時，歐波來姆斯奉命率領一支軍隊待在希臘。
歐波來姆斯後來跟隨普列司塔爾科斯作戰，在伊普蘇斯戰役後很可能都在普列司塔爾科斯帳下，並接替他在卡里亞的政權。

## 來源
1. ↑   西西里的狄奧多羅斯, Bibliotheca, xix. 68
2. ↑   西西里的狄奧多羅斯., 77

- 威廉·史密斯，《希腊羅馬的神話和傳記辭典》,  "Eupolemus (1)" （页面存档备份，存于）, 波士頓, (1867)